# Scott Frandsen
Scott Frandsen (* 21. Juli 1980 in Kelowna) ist ein ehemaliger kanadischer Ruderer, der 2008 olympisches Silber im Zweier ohne Steuermann gewann.

## Sportliche Karriere
Frandsen gewann mit dem kanadischen Achter bei den U23-Weltmeisterschaften 2001 die Goldmedaille und 2002 Silber. Ebenfalls 2002 trat er mit Cameron Baerg im Zweier ohne Steuermann bei den Weltmeisterschaften in der Erwachsenenklasse an und belegte den siebten Platz. Im Jahr darauf erreichte Frandsen mit Wayne Pommen den sechsten Platz bei den Weltmeisterschaften. 2004 wechselte Frandsen in den Achter und belegte bei den Olympischen Spielen 2004 den fünften Platz. Bei den Weltmeisterschaften 2005 ruderte Frandsen mit dem kanadischen Achter auf den siebten Platz. 2006 in Eton belegte er im Vierer ohne Steuermann den achten Platz, 2007 in München kam der Vierer gar nur ins C-Finale.  
Bei den Olympischen Spielen 2008 trat Frandsen zusammen mit David Calder im Zweier ohne Steuermann an, die beiden belegten hinter den Australiern Drew Ginn und Duncan Free den zweien Platz mit fast fünf Sekunden Vorsprung auf die drittplatzierten Neuseeländern. 2011 kehrten Calder und Frandsen zurück auf die internationalen Regattastrecken und qualifizierten sich mit einem fünften Platz bei den Weltmeisterschaften für die Olympischen Spiele 2012. Bei der Olympischen Regatta in Eton belegten die beiden den sechsten Platz.